# サラ・カーター
サラ・カーター（Sarah Carter、1980年10月30日 - ）は、カナダの女優、映画監督。

## 略歴
カナダのオンタリオ州トロント生まれ。マニトバ州ウィニペグで育つ。
Cold Squadでテレビデビュー後、『ダークエンジェル』、『ボストン・リーガル』など人気ドラマの出演を経て『ヤング・スーパーマン』のアリシア・ベイカー役、『SHARK カリスマ敏腕検察官』のマデリン・ポー役、『CSI:ニューヨーク』に新人分析官としても出演し、高い評価を得ている。
最近では女優業のかたわら監督業も手がけている。

## 主な出演作品

### 映画
- WISHMASTERリダックス WishMaster 3: Beyond the Gates of Hell (2001)
- ラスベガス大火災Trapped(2001)
- K-9はみだしコンビ大復活! 　K-9:P.I (2002)
- デッドコースター Final Destination2 (2003)
- ヘイブン 堕ちた楽園 Heaven(2004)
- DOA/デッド・オア・アライブ DOA: Dead or Alive (2006)
- スキンウォーカーズ エクリプス  Skin Walkers (2006)
- ホスピス Red Mist (2008)
- プリティ・ライフ パリス・ヒルトンの学園天国  National Lampoon's Pledge This!  (2006)
- Killing Zelda Sparks (2007)　日本未公開
- 君への誓い The Vow (2012)

### テレビ
- Cold Squad (2000)
- ダークエンジェル Dark Angel"(2001)
- マインドストーム Mind Storm(2001)
- トワイライト・ゾーン The Twilight Zone(2002)
- Black Sash (2003)
- NUMBERS 天才数学者の事件ファイル Numb3rs (2004)
- ボストン・リーガル Boston Legal  (2004-2005)
- アントラージュ★オレたちのハリウッド Entourage  (2005)
- ヤング・スーパーマン Young Superman (2004-2005)
- SHARK カリスマ敏腕検察官 Shark (2006-2008)
- ダーティ・セクシー・マネー Dirty Sexy Money  (2008-2009)
- CSI:ニューヨーク CSI:NY (2009)
- WHITE COLLAR 天才詐欺師は捜査官  White Collar  (2009-2010)
- フォーリング スカイズ Falling Skies (2011)
- Operation Ugly Beauty (2011)兼監督
- HAWAII FIVE-0 (2015-2017)